# 蔵琢也
蔵 琢也（くら たくや、1963年 - ）は、日本の生物学者、動物評論家。
京都大学動物学教室教務補佐、京都学園大学非常勤講師、同志社大学ITEC研究員などを務めた。蔵研也は弟。

## 人物・来歴
富山県生まれ。富山県立氷見高等学校をへて、京都大学理学部で数学を学んだあと、文学部心理学科に転じ卒業。1999年同大学大学院理学研究科博士課程修了、「動物の競争への連続ゲーム理論の応用」で博士（理学）。

## 著書
- 『美しさをめぐる進化論 容貌の社会生物学』勁草書房, 1993
- 『美人を愛した遺伝子たち いい女を好きなのは僕らのせいじゃない』ワニブックス, 1994
- 『なぜ、ヒトは美人を愛するのか?』(知的生きかた文庫) 三笠書房, 1998
- 『オスの弱点メスの弱点 動物フシギ行動学 働きバチと優雅なヒモ生活、どっちが幸せ?』(プレイブックス)青春出版社, 1999
- 『遺伝子は美人を選ぶ ヒトは見かけで判断される』サンマーク出版, 2002 『モテる顔にはワケがある』(サンマーク文庫) 2004
- 『天皇の遺伝子 男にしか伝わらない神武天皇のY染色体』廣済堂出版, 2006
- 『なぜ女は、男の手を見るのか? 恋愛格差の謎を解く美男美女の法則』ビジネス社, 2008.7

### 翻訳
- J.フィリップ・ラシュトン『人種 進化 行動』蔵研也共訳. 博品社, 1996